# کسکدیا (اورگن)
کسکدیا (به انگلیسی: Cascadia) یک منطقهٔ مسکونی در ایالات متحده آمریکا است که در Linn County واقع شده‌است. کسکدیا ۱۴۷ نفر جمعیت دارد.